# Femme accroupie
Femme accroupie est une sculpture en bronze d'Auguste Rodin.
Avec Femme accroupie, Rodin a reproduit une pose de son modèle Adèle Apruzzese.
Modelée à l'origine en 1880-1882, puis agrandie en 1907-1911, elle a été coulée en 1962. Elle se trouve au musée et au jardin de sculptures Hirshhorn. Le Portland Art Museum en possède un exemplaire dans sa collection de sculptures à la mémoire d'Evan H. Roberts.
Auguste Rodin réalise des sculptures à partir de fragmentations et d'assemblages, reprenant des éléments de sculptures différentes, qu'il assemble en de nouvelles sculptures par collage. Ainsi, Je suis belle est réalisée, vers 1882, à partir de deux autres plâtres : L'Homme qui tombe et Femme accroupie.